# Pterygioteuthis hoylei
Pterygioteuthis hoylei is een inktvissensoort uit de familie van de Pyroteuthidae. De wetenschappelijke naam van de soort is voor het eerst geldig gepubliceerd in 1912 door Pfeffer.